# Polygoniodes
Polygoniodes is een geslacht van vlinders van de familie spinneruilen (Erebidae), uit de onderfamilie Calpinae.

## Soorten
- P. furva Schaus, 1912
- P. laciniata Felder, 1874
- P. pallidipes Schaus, 1911
- P. terraba Schaus, 1911